# Saint-Eutrope-de-Born
Saint-Eutrope-de-Born – miejscowość i gmina we Francji, w regionie Nowa Akwitania, w departamencie Lot i Garonna.
Według danych na rok 1990 gminę zamieszkiwało 557 osób, a gęstość zaludnienia wynosiła 15 osób/km² (wśród 2290 gmin Akwitanii Saint-Eutrope-de-Born plasuje się na 671. miejscu pod względem liczby ludności, natomiast pod względem powierzchni na 202. miejscu).